# Stephanuskirche (Oberlosa)

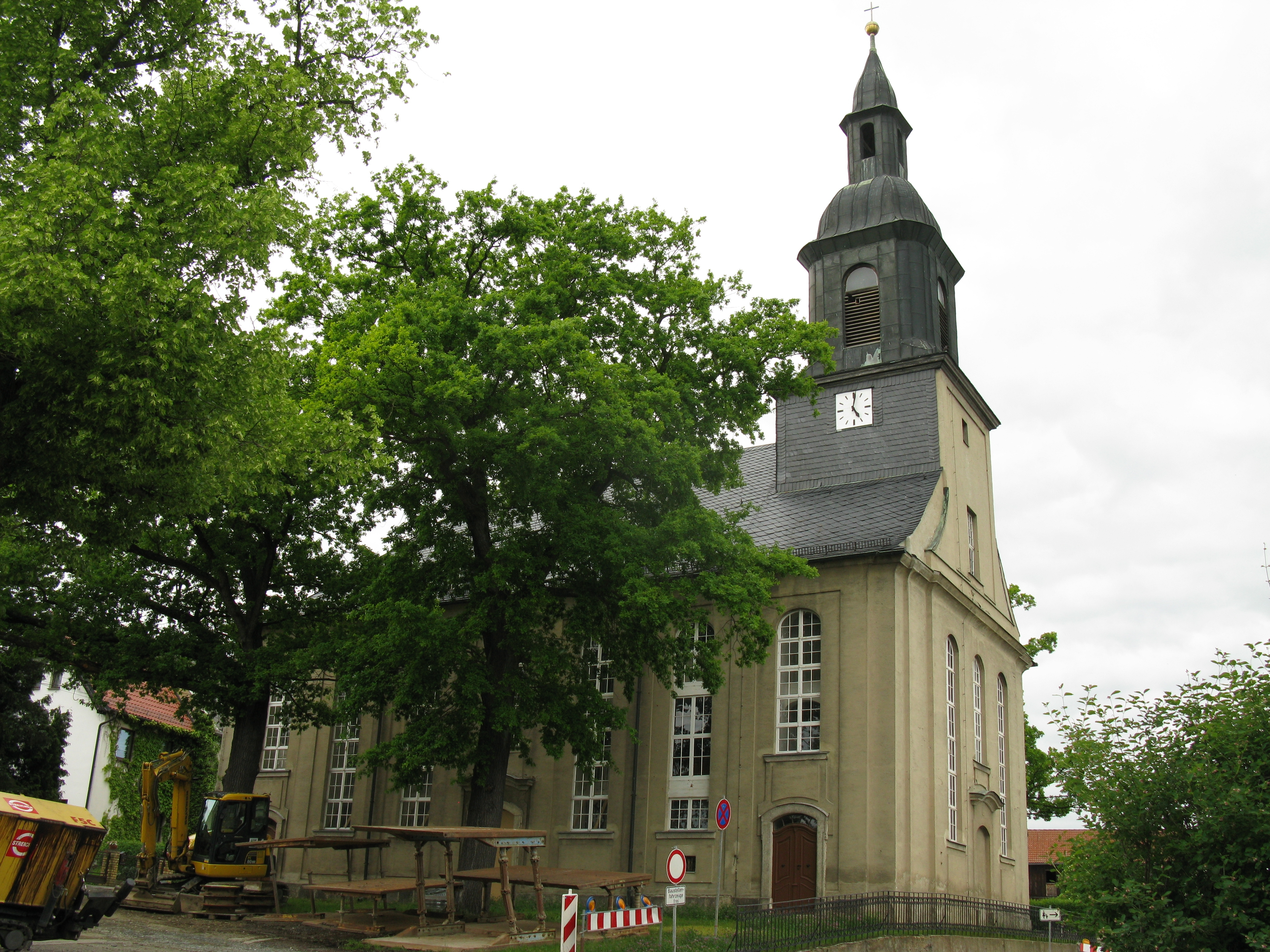
Stephanuskirche Oberlosa

Die evangelische Stephanuskirche ist eine barocke Chorturmkirche im Stadtteil Oberlosa von Plauen im Vogtlandkreis in Sachsen. Sie gehört zur evangelischen Stephanuskirchgemeinde Plauen im Kirchenbezirk Vogtland der Evangelisch-Lutherischen Landeskirche Sachsens und ist für ihre barocke Orgel bekannt.

## Geschichte und Architektur

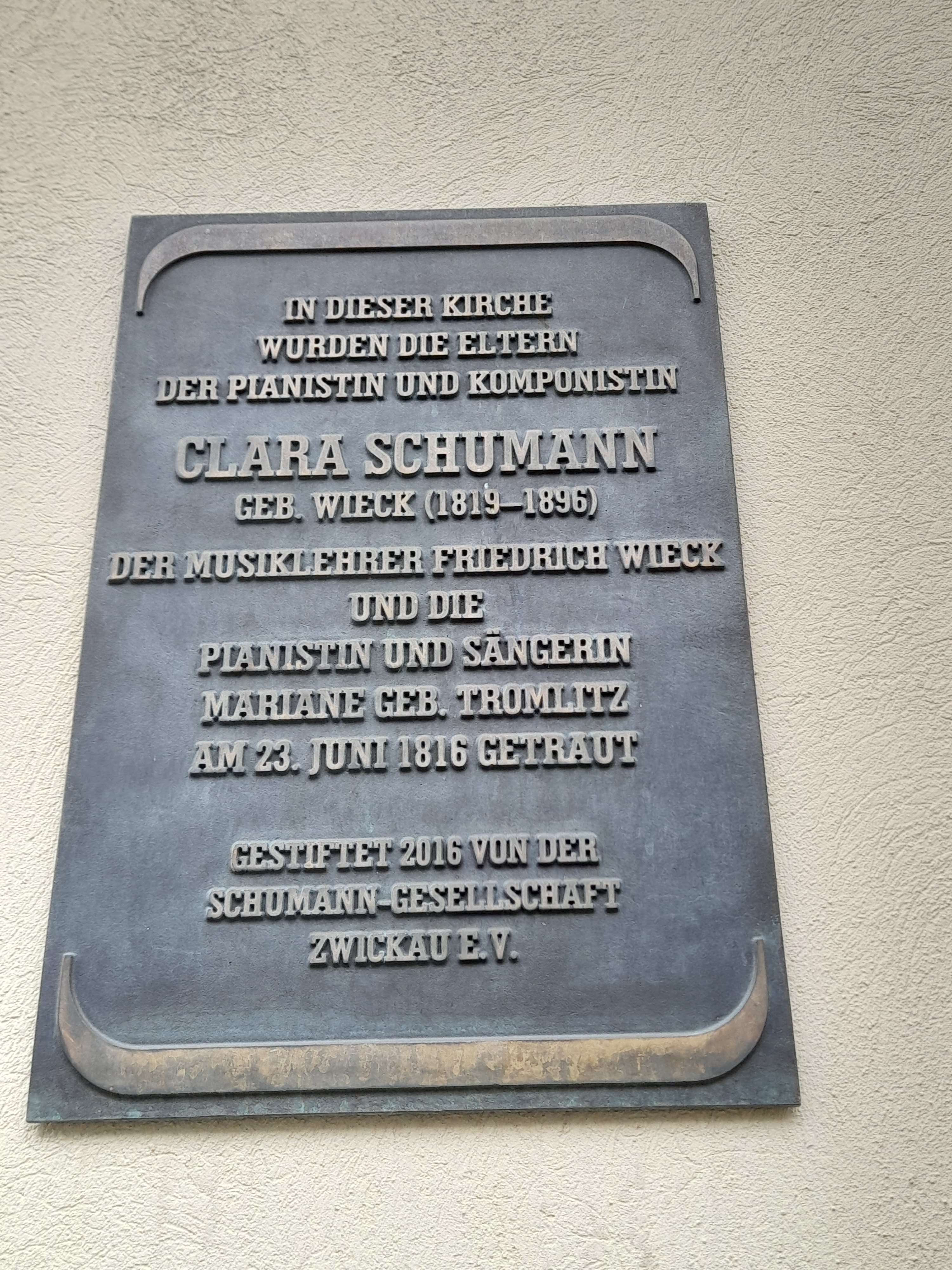
Stephanuskirche Oberlosa, Infotafel Traukirche der Eltern von Clara Schumann, geb. Wieck

Die barocke Kirche wurde in den Jahren 1782–1786 anstelle einer älteren Kirche erbaut und in den Jahren 1843 und 1933 restauriert. Das Bauwerk ist ein Putzbau mit einem schiefergedeckten Walmdach. Der Chorturm ist über quadratischem Grundriss mit abgerundeten Kanten erbaut und wird durch eine achtseitige Haube mit Laterne abgeschlossen. Die Wandflächen sind mit Pilastern, Supraporten und Fensterbrüstungen gegliedert. Im Inneren sind zweigeschossige Emporen an der Nord- und Südseite angeordnet, im Chor sind Logen eingebaut.

## Ausstattung

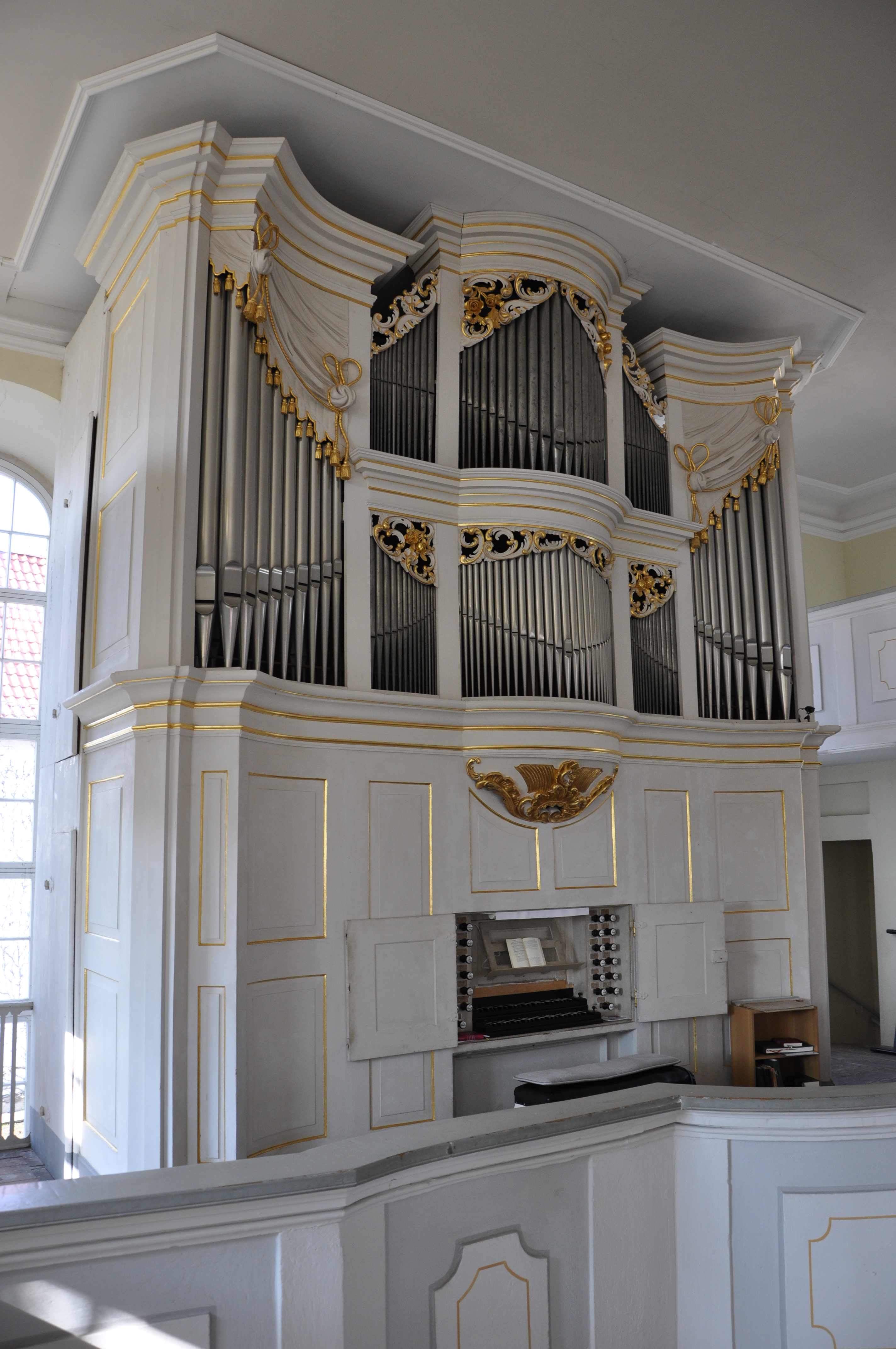
Orgel

Die Ausstattung stammt zumeist aus der Entstehungszeit und besteht aus einem Kanzelaltar, einer hölzernen Taufe von 1894 in schlanker Vasenform auf einem achteckigen Unterbau und der barocken Orgel. Der ursprüngliche Taufstein von 1759 ist heute in der Kirche von Tirpersdorf im Vogtlandkreis aufgestellt.

## Orgel
Die Orgel ist ein Werk von Johann Gottlob Trampeli aus den Jahren 1784–1788 mit 23 Registern auf zwei Manualen und Pedal. Im Jahr 1834 erfolgte eine Überholung durch Johann Gottlob Mende. 1843 wurden ein schadhafter Zustand der Bälge und Windverlust sowie ein verschmutztes und verstimmtes Pfeifenwerk konstatiert. Daraufhin führte Carl Wolf aus Plauen 1844 eine Reparatur, Reinigung und Neustimmung durch. Weitere Reparaturanschläge aus den Jahren 1868 und 1875 kamen nicht zur Ausführung. 1917 wurden die Prospektpfeifen der beiden großen Seitenfelder für Kriegszwecke abgegeben. 1930 wurden durch Ernst Poppe die originalen Klaviaturen entfernt und neue Klaviaturen mit Wippenkoppel eingebaut. 1932 wurde die Orgel durch Poppe gereinigt und Zinkprospektpfeifen eingebaut. Eine Aeoline 8′ wurde auf einer pneumatischen Zusatzlade hinzugefügt. Dabei wurden auch die Pfeifen des höchsten Chores der Mixtur des Hauptwerks entnommen.
Nach einem Wasserschaden war die Orgel ab etwa 1960 nicht mehr spielbar. 1985/1986 wurde sie durch Jehmlich Orgelbau Dresden restauriert und wieder in den Originalzustand versetzt. Die Disposition lautet:
| I Hauptwerk C–d3    |    |  |
| Principal           | 8′ |  |
| Gedackt             | 8′ |  |
| Viola di Gamba      | 8′ |  |
| Octave              | 4′ |  |
| Spitzfloete         | 4′ |  |
| Quinte              | 3′ |  |
| Octave              | 1′ |  |
| Cornetti III (ab a) |    |  |
| Mixtur IV           | 4′ |  |

| II Oberwerk C–d3   |      |  |
| Principal D        | 8′   |  |
| Lieblich Gedackt   | 8′   |  |
| Quintatoen         | 8′   |  |
| Principal          | 4′   |  |
| Flauto Traversière | 4′   |  |
| Nasat              | 3′   |  |
| Octave             | 2′   |  |
| Sesquialter II     |      |  |
| Mixtur III         | (1′) |  |

| Pedal C–c1  |     |  |
| Violonbaß   | 16′ |  |
| Subbaß      | 16′ |  |
| Octavbaß    | 8′  |  |
| Posaunenbaß | 16′ |  |

- Koppeln: I/II, I/P
- Tremulant (I), Schwebung (II)